# Seuneubok Tuha II
Seuneubok Tuha II is een bestuurslaag in het regentschap Aceh Timur van de provincie Atjeh, Indonesië. Seuneubok Tuha II telt 342 inwoners (volkstelling 2010).